# Rudolf Gyger
Rudolf Gyger (16 de abril de 1920) é um ex-futebolista suíço que atuava como defensor.

## Carreira
Rudolf Gyger fez parte do elenco da Seleção Suíça de Futebol, na Copa do Mundo de 1950 no Brasil.